# Els Horts (Serdinyà)
Els Horts és un antic poble que tingué comuna pròpia del terme de Serdinyà, a la comarca del Conflent, de la Catalunya del Nord.
Es troba a la vall del Torrent dels Horts, afluent de la Tet per l'esquerra, a prop de l'extrem oriental del terme de Serdinyà.

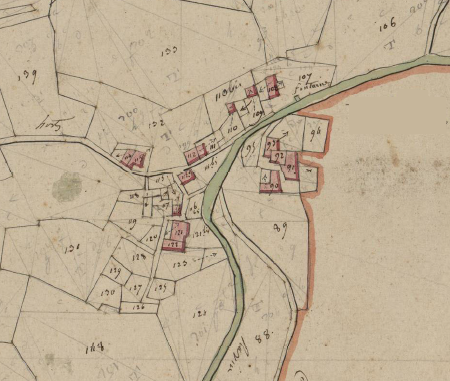
Els Horts en el Cadastre napoleònic del 1812 (Arxius Departamentals dels Pirineus Orientals)

El poble és esmentat ja l'any 1011. Fou una comuna independent fins a l'any 1822. L'any 1799 hi consten 34 habitants, i el 1812 encara apareix en el Cadastre napoleònic. Ara és del tot despoblat, i només hi resten ruïnes de les cases.
Un quilòmetre al sud dels Horts, en el camí de Marinyans, hi ha el Roc del Castell, on hi havia el Castell dels Horts, ara del tot arruïnat.

## Demografia
| 1789 | 1793 | 1796 | 1800 | 1804 | 1806 | 1820 |
| ---- | ---- | ---- | ---- | ---- | ---- | ---- |
| 7 f  | 39   | 30   | 34   | 34   | 23   | 37   |